# جولیوس آرنولد کخ
جولیوس آرنولد کخ (انگلیسی: Julius Arnold Koch; ۱۵ اوت ۱۸۶۴ – ۱۰ فوریهٔ ۱۹۵۶) شیمیدان آمریکایی متولد آلمان بود. شهرت وی به دلیل کار بر روی واکنش گاترمان-کخ در شیمی آلی است.